# Кімличанська сільська рада
Кімлича́нська сільська́ ра́да — колишній орган місцевого самоврядування в Липоводолинському районі Сумської області. Адміністративний центр — село Кімличка.

## Загальні відомості
- Населення ради: 519 осіб (станом на 2001 рік)

## Населені пункти
Сільській раді були підпорядковані населені пункти:
- с. Кімличка

## Історія
Сумська обласна рада рішенням від 31 жовтня 2014 року у Липоводолинському районі перейменувала Кимличанську сільраду на Кімличанську..

## Склад ради
Рада складалася з 12 депутатів та голови.
- Голова ради: Красножон Надія Петрівна
- Секретар ради: Пищик Наталія Іванівна

### Керівний склад попередніх скликань
| Прізвище, ім'я, по батькові   | Основні відомості                                                                          | Дата обрання | Дата звільнення |
| ----------------------------- | ------------------------------------------------------------------------------------------ | ------------ | --------------- |
| Купальний Валерій Миколайович | Сільський голова, 1961 року народження, освіта вища                                        | 26.03.2006   | 31.10.2010      |
| Купальний Валерій Миколайович | Сільський голова, 1961 року народження, освіта вища, член політичної партії «Наша Україна» | 31.10.2010   | 28.10.2013      |
| Красножон Надія Петрівна      | Сільський голова, 1965 року народження, освіта середня спеціальна, позапартійна            | 25.05.2014   |                 |

Примітка: таблиця складена за даними сайту Верховної Ради України

### Депутати
За результатами місцевих виборів 2010 року депутатами ради стали:

#### За суб'єктами висування
| Суб'єкт висування                                       | Кількість обраних депутатів | %    |
| ------------------------------------------------------- | --------------------------- | ---- |
| Політична партія Всеукраїнське об'єднання «Батьківщина» | 5                           | 41,7 |
| Самовисування                                           | 4                           | 33,3 |
| Партія регіонів                                         | 3                           | 25   |

#### За округами
| № округу                                                | Прізвище, ім'я, по батькові     | Дата визнання обраним | Освіта             | Партійна приналежність                        | Відомості про обраного депутата               |
| ------------------------------------------------------- | ------------------------------- | --------------------- | ------------------ | --------------------------------------------- | --------------------------------------------- |
| Партія регіонів                                         |                                 |                       |                    |                                               |                                               |
| 5                                                       | Якименко Олена Василівна        | 31.10.2010            | вища               | член Партії регіонів                          | Кімличанська сільська рада, землевпорядник    |
| 7                                                       | Курило Лариса Вікторівна        | 31.10.2010            | середня            | член Партії регіонів                          | школа, повар                                  |
| 11                                                      | Москаленко Людмила Миколаївна   | 31.10.2010            | середня спеціальна | член Партії регіонів                          | Кімличанська сільська рада, бібліотекар       |
| Політична партія Всеукраїнське об'єднання «Батьківщина» |                                 |                       |                    |                                               |                                               |
| 1                                                       | Бабич Лариса Анатоліївна        | 31.10.2010            | середня            | член Всеукраїнського об'єднання «Батьківщина» | фельдшерсько-акушерський пункт, медсестра     |
| 4                                                       | Яшоль Катерина Петрівна         | 31.10.2010            | середня            | член Всеукраїнського об'єднання «Батьківщина» | пенсіонер                                     |
| 6                                                       | Харуненко Михайло Андрійович    | 31.10.2010            | середня спеціальна | член Всеукраїнського об'єднання «Батьківщина» | пенсіонер                                     |
| 10                                                      | Дахно Лідія Іванівна            | 31.10.2010            | вища               | член Всеукраїнського об'єднання «Батьківщина» | школа, вчитель                                |
| 12                                                      | Зінченко Світлана Миколаївна    | 31.10.2010            | середня спеціальна | член Всеукраїнського об'єднання «Батьківщина» | ПП «Линник», продавець                        |
| Самовисування                                           |                                 |                       |                    |                                               |                                               |
| 2                                                       | Пищик Наталія Іванівна          | 31.10.2010            | вища               | позапартійна                                  | Кімличанська сільська рада, секретар          |
| 3                                                       | Нечитайло Наталія Вікторівна    | 31.10.2010            | середня            | позапартійна                                  | ТОВ «Беєве», доярка                           |
| 8                                                       | Лобушко Тетяна Миколаївна       | 31.10.2010            | вища               | позапартійна                                  | Сільський будинок культури, худлжній керівник |
| 9                                                       | Мандрика Антоніна Володимирівна | 31.10.2010            | середня спеціальна | позапартійна                                  | ТОВ «Беєве», завтоком                         |